# Дрозд Володимир Григорович

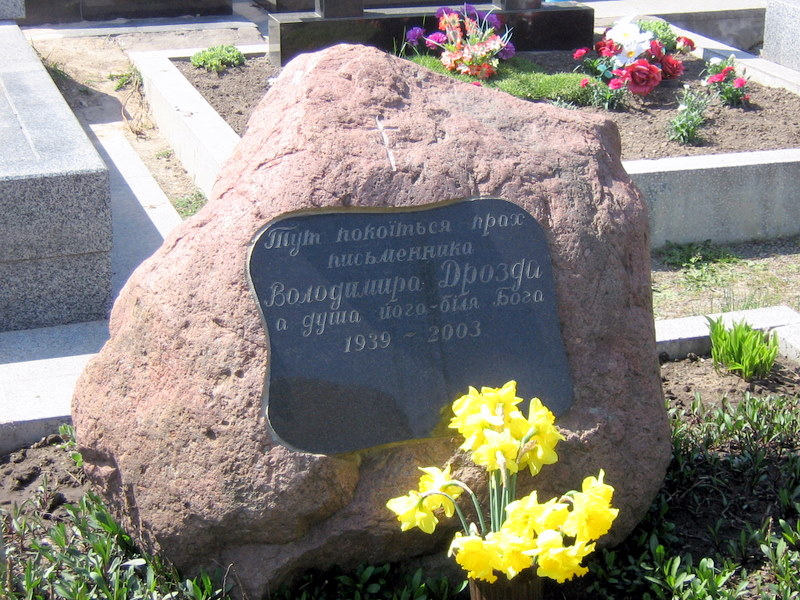
Могила Володимира Дрозда на Байковому кладовищі

Володи́мир Григо́рович Дрозд (нар. 25 серпня 1939, с. Петрушин, Чернігівський район, Чернігівська область, УРСР, СРСР — пом. 23 жовтня 2003, Київ, Україна) — український журналіст, редактор, письменник. Член НСПУ з 1962 року. Лауреат Державної премії України імені Тараса Шевченка (1992).

## Біографія
Володимир Дрозд народився 25 серпня 1939 року в селі Петрушин на Чернігівщині.
«Син колгоспника з глухого поліського села» відразу після школи став журналістом у районній газеті, закінчив університет, доріс до відомого столичного письменника.
У 1968 році закінчив Київський університет.
Працював у часописах:
- олишівська районна газета «Голос колгоспника» (1959—1960 роки),
- обласна молодіжна газета «Комсомолець Чернігівщини» (1961—1962 роки),
- газета «Літературна Україна» (1962—1963 роки),
- газета Молодь України (1963 рік).

Протягом 1966—1970 років працював старшим редактором видавництва Радянський письменник.
Перший головний редактор журналу «Київ» (1983—1985 роки).
Протягом 1991—1999 років був секретарем та заступником голови НСПУ.
Помер Володимир Дрозд 23 жовтня 2003 року в місті Києві, та похований на Байковому кладовищі.
Письменники Марта Тарнавська (у книзі "Ключі до царства") та Іван Гнатюк (у книзі "Бездоріжжя") висловлювали припущення про те, що Дрозд і сам співпрацював з КДБ, однак документальних підтверджень даного факту поки що не виявлено.
Щодо Олеся Гончара, то той у своєму щоденнику цінував Дрозда як письменника, але рішуче не сприйняв "автобіографічного шоу", в якому Дрозд відверто зізнається у співпраці з КДБ (Феномен Олеся Гончара в духовному просторі українства. К., 2008, с. 224).

## Творчість
Володимир Дрозд із перших кроків у літературі тяжіє до філософських узагальнень, фантастики та до соціально-правдивих тем. І відразу ж отримує заслін на оприлюднення своїх творів.
Володимир Дрозд двадцятирічним юнаком видав першу книжку новел та оповідань («Люблю сині зорі», 1962) і одразу був прийнятий до Спілки письменників України. Розпочавши літературну працю як новеліст і продовжуючи друкувати новели, Дрозд поступово утверджується як автор повісті й роману.
Основні твори — повісті та романи «Маслини» (1967), «Семирозум» (1967), «Вирій» (1974), «Катастрофа» (1968), «Вистава» (1985), «Листя землі».
З творами В. Дрозда, такими, як повісті «Ирій», «Замглай», «Балада про Сластьона», «Самотній вовк», новели «Сонце», «Три чарівні перлини», «Білий кінь Шептало», пов'язані досягнення химерної прози, українського варіанту модного в літературі 70-х міфологізму. Художня умовність у письменника цілком оригінальна, химерно-розкута. В. Дрозд підкреслює вплив на нього М. В. Гоголя та «Лісової пісні» Лесі Українки, та фольклору (казки, легенди, перекази, билини, уламки слов'янської міфології).
За словами В. Дрозда, його «завжди цікавило, що сказати, а не як сказати», стиль, форма — похідне, а головне для нього в літературному творі «не література, а душа». Власне, людська душа, стан душі сучасної людини, саме трагедія деформації, роздвоєння душі радянського українця, найчастіше, як сам автор, інтелігента в першому поколінні, хворобливого розщеплення її в умовах хворого суспільства, а також її екологія, порятунок душі і є основним предметом дослідження, головним героєм прози письменника.

## Родина
- дружина — Жиленко Ірина Володимирівна.
- старша дочка - Жиленко Ірина (Орися) Володимирівна, 1966 року народження, у 2000 році захистила у Московському Патріархаті дисертацію на здобуття звання кандидата богословських наук, з того часу працювала в Києво-Печерському заповіднику, та координувала утворене у Києві представництво московського видавництва "Православна енциклопедія", фактично проводила "вербовку авторів" для нього. У своєму заповіті Дрозд писав про неї наступне: "Павла прошу усе можливо зробити, щоб Орися, яка уже навряд чи матиме свою сім’ю, не почувалася чужою у його родині''[5].
- молодший син — Дрозд Павло Володимирович.

## Твори

### Новели й оповідання
- «Колесо» (1961)
- «Люблю сині зорі» (1962)
- «Парость» «Білий кінь Шептало» (1966)
- «Білий кінь Шептало» (1969)
- «Ніч у вересні» (1980)
- «Три чарівні перлини» (1981)
- «Крик птаха у сутінках» (1982)
- «Новосілля» (1986)
- «Подих чудесного» (1988)

### Повісті
- «Семирозум. Маслини» (1967)
- «Ирій» (1974)
- «Люди на землі» (1976)
- «Земля під копитами» (1980), (Літературна премія імені Андрія Головка, 1981)
- «Балада про Сластьона» (1982)
- «Музей живого письменника, або Моя довга дорога в ринок» (1994)

### Романи
- «Добра вість» (1967)
- «Вовкулака» («Самотній вовк», екранізовано у 1991 як «Оберіг»)
- «Катастрофа» (1968)
- «Ювеналій Мельников» (1972)
- «Ритми життя» (1974, біографічний роман про академіка О. О. Богомольця)
- «Дорога до матері» (1979)
- «Інна Сіверська, суддя» (1985)
- «Спектакль» (1985)
- «Листя землі»[6] (1992; 2000) (Національна премія України імені Тараса Шевченка, 1992)
- «Убивство за сто тисяч американських доларів» (1992; 2003)
- «Злий дух. Із житієм» (1995)
- «Пришестя» (1996)
- «Острів у Вічності» (2001)
- «Книга отця Йосипа» (2003)
- «Сто літ любові» (2003)

## Екранізації творів
- 1991 — «Оберіг» — радянський художній фільм у жанрі містичної драми, поставлений українським режисером Миколою Рашеєвим за мотивами творів В. Дрозда.

## Нагороди та премії
- 1962 — член НСПУ.
- 1981 — Літературна премія імені Андрія Головка за повість «Земля під копитами» (1980).
- Національна премія України імені Тараса Шевченка (1992) — за роман-епопею «Листя землі», книга перша — друга.
- Лауреат Міжнародної літературної премії імені Миколи Гоголя «Тріумф» (посмертно, 2017).[7]
- 21 серпня 1999 — Орден князя Ярослава Мудрого V ступеня[8].